# Imperial (1955–1956)
Der Imperial der Modelljahre 1955 und 1956 ist ein Oberklassefahrzeug des US-amerikanischen Automobilkonzerns Chrysler. Es war das erste Modell, das Chrysler unter der 1954 neu etablierten Marke Imperial anbot. Die  Fahrzeuge waren als Limousine und Coupé erhältlich und wurden 1955 als Newport (Werkscode C-69) sowie 1956 als Southampton Hardtops (C-73) vermarktet. Zur Modellfamilie gehörte außerdem die Repräsentationslimousine Crown Imperial (C-70). Die ersten Imperials waren stilistisch und technisch mit den anderen, weit preiswerteren Standard-Fahrzeugen des Chrysler-Konzerns verwandt, waren aber höherwertig ausgestattet. Sie konkurrierten mit den Modellen von Cadillac, Lincoln und Packard.

## Hintergrund
Zu Beginn der 1950er-Jahre war der Chrysler-Konzern viergleisig aufgestellt. Im gehobenen Marktsegment trat der Konzern mit der Marke Chrysler an, darunter waren die Marken Dodge, DeSoto und Plymouth positioniert. Anders als General Motors und Ford hatte Chrysler zu dieser Zeit keine eigenständige Marke in der Oberklasse. Dieses Segment wurde stattdessen mit hochwertig ausgestatteten Varianten der Chrysler-Modelle bedient, die teurer als die Modelle Chrysler Windsor, Saratoga und New Yorker waren und unter der seit 1926 verwendeten Bezeichnung Chrysler Imperial verkauft wurden. Die Zugehörigkeit dieser Modelle zur Marke Chrysler, die auch zu den Massenherstellern gehörte, wirkte sich nach Ansicht des Managements verkaufshindernd aus, weil dem Namen Chrysler weniger Strahlkraft beigemessen wurde als etwa Cadillac oder Lincoln.
1953 fiel deshalb im Konzern die Entscheidung, Imperial beginnend mit dem Modelljahr 1955 zu einer eigenständigen Marke zu machen. Anders als Cadillac und Lincoln distanzierte sich Imperial technisch und stilistisch kaum von den Fahrzeugen der anderen Konzernmarken. Die Ähnlichkeiten waren beabsichtigt. Chrysler erhoffte sich dadurch eine verkaufsfördernde Ausstrahlung auf die preiswerteren Großserienmodelle der anderen Konzernmarken.
In den ersten beiden Modelljahren verkaufte Imperial zusammen 21.716 Limousinen und Coupés; hinzu kamen annähernd 400 Repräsentationslimousinen vom Typ Crown Imperial. Cadillac setzte im gleichen Zeitraum annähernd 300.000 Fahrzeuge ab, und Fords Luxusmarke Lincoln kam auf 78.000 verkaufte Autos.

## Modellbeschreibung

### Technik

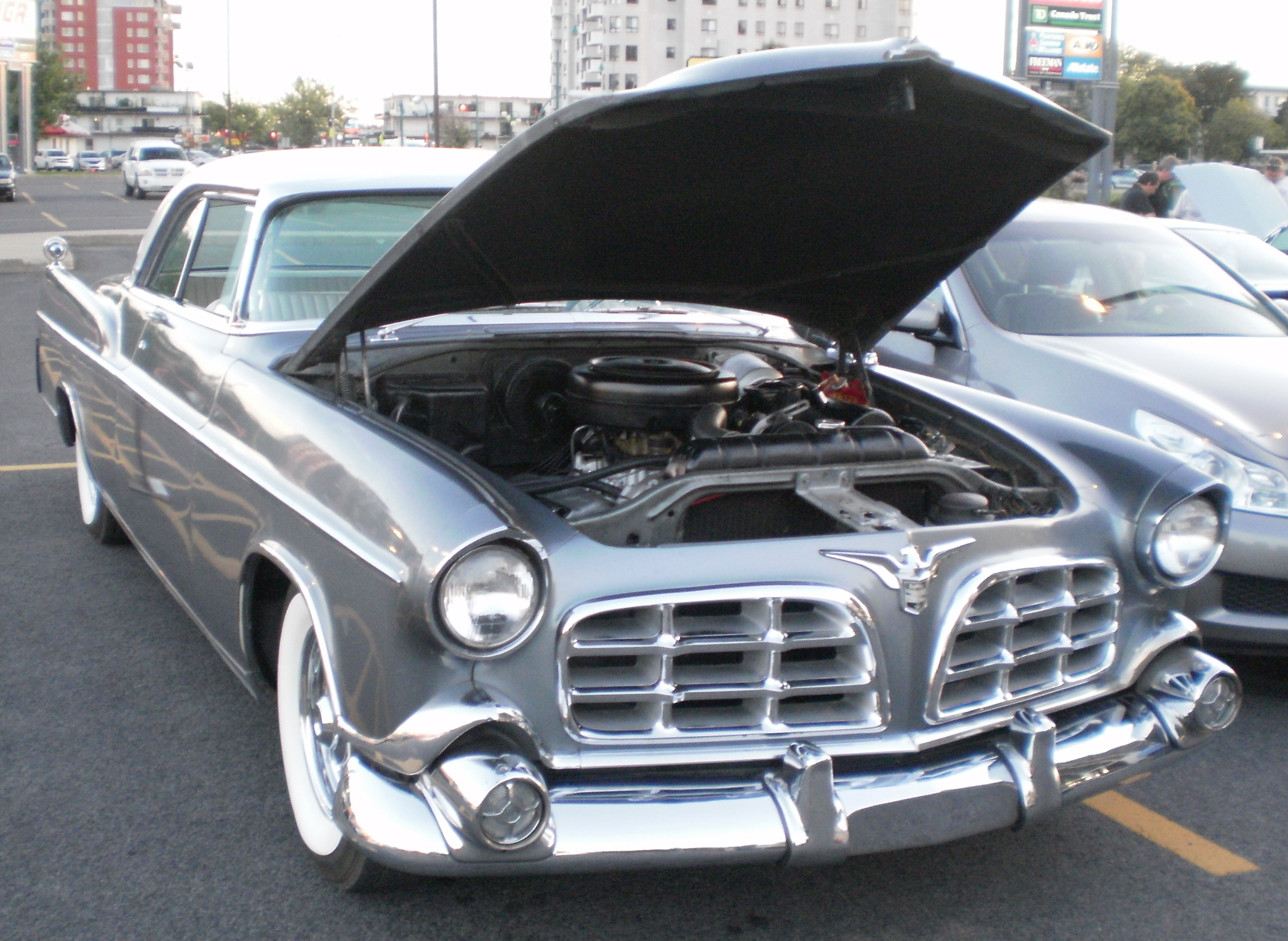
Chrysler Firepower in einem Imperial Southampton Hardtop Coupe (1956)

Der Imperial hatte einen Kastenrahmen, dessen Konstruktion weitgehend der des Chrysler Custom Imperial von 1954 entsprach. Für 1955 hatten die Chrysler-Ingenieure den Radstand gegenüber dem Vorjahr zunächst um 3 Zoll (76 mm) verkürzt. Mit der Einführung der 1956er Version (C-73) wurde der Radstand wieder auf das Niveau von 1954 verlängert. Dementsprechend wuchs die Länge des Fahrzeugs. Die Radaufhängung des Imperial glich der zeitgenössischer Kombimodelle von Chrysler, DeSoto und Dodge. Die Vorderradaufhängung bestand aus Doppelquerlenkern mit Schraubenfedern, hinten war es eine blattgefederte Starrachse. Der Imperial von 1955 gilt als eines der ersten US-amerikanischen Automobile mit serienmäßigen Scheibenbremsen.
Den Antrieb übernahm im ersten Jahr ein Achtzylinder-V-Motor mit 5.424 cm³ Hubraum (331 Kubikzoll) vom Typ Firepower. Die Brennräume waren halbkugelförmig. Die Leistung wurde mit 250 brutto-PS (SAE) angegeben. Im Modelljahr 1955 wurde dieser Motor neben dem Imperial auch in Chryslers Spitzenmodell New Yorker eingesetzt; die Fahrzeuge der übrigen Chrysler-Marken hatten kleinere und leistungsschwächere Motoren. Die Achtzylindermotoren von Cadillac waren exakt gleich groß und hatten die gleiche Leistung. Im Modelljahr 1956 erhöhte sich der Hubraum des Imperial-Achtzylinders auf 5.801 cm³ Hubraum (354 Kubikzoll); die Motorleistung stieg auf 280 brutto-PS (SAE). Die Motoren waren in beiden Jahren serienmäßig mit einer Dreigangautomatik verbunden; im Modelljahr 1956 wurde sie erstmals über Druckknöpfe am Armaturenbrett (Push Buttons) gesteuert.

### Aufbau

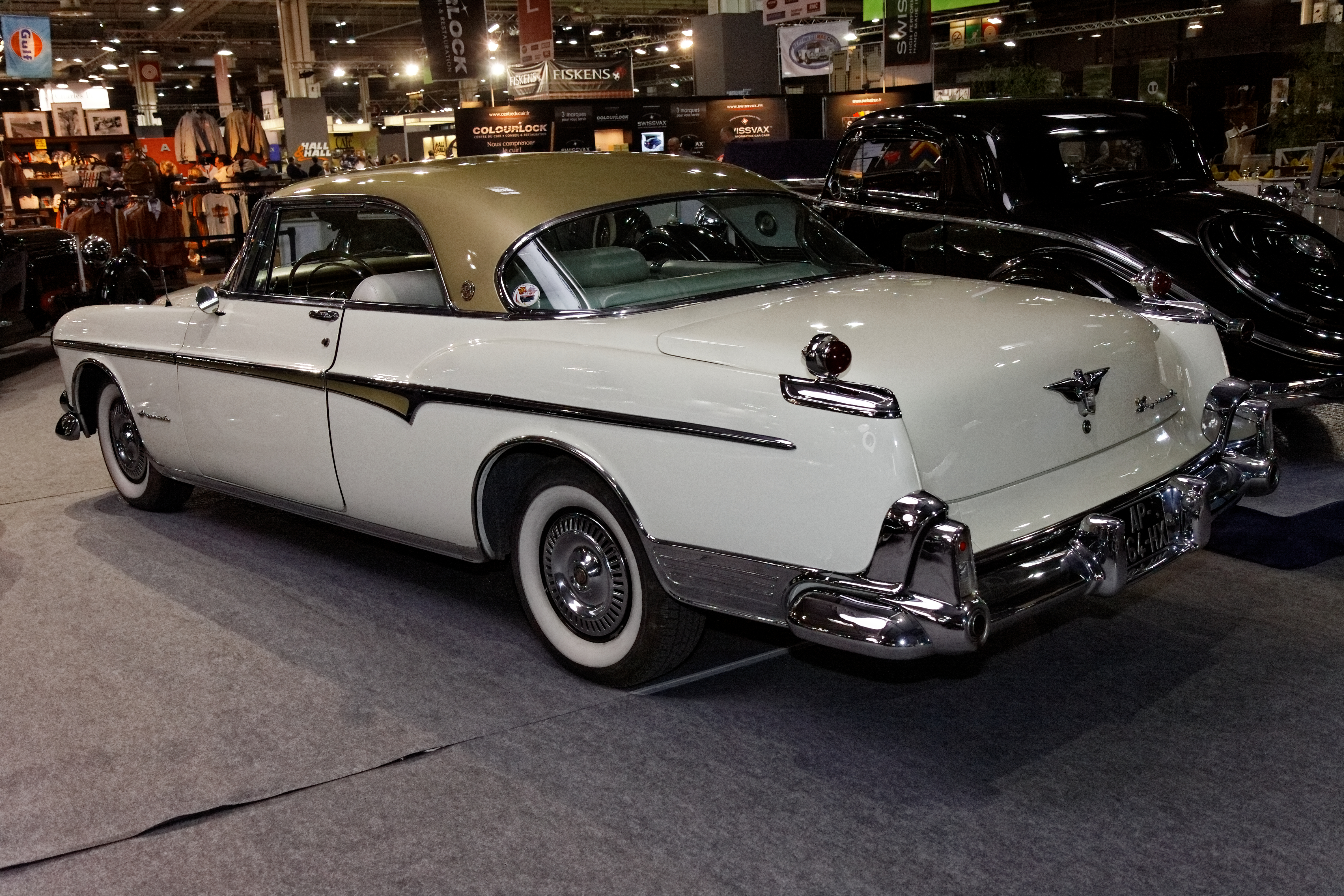
Imperial Newport Hardtop Coupé (1955)

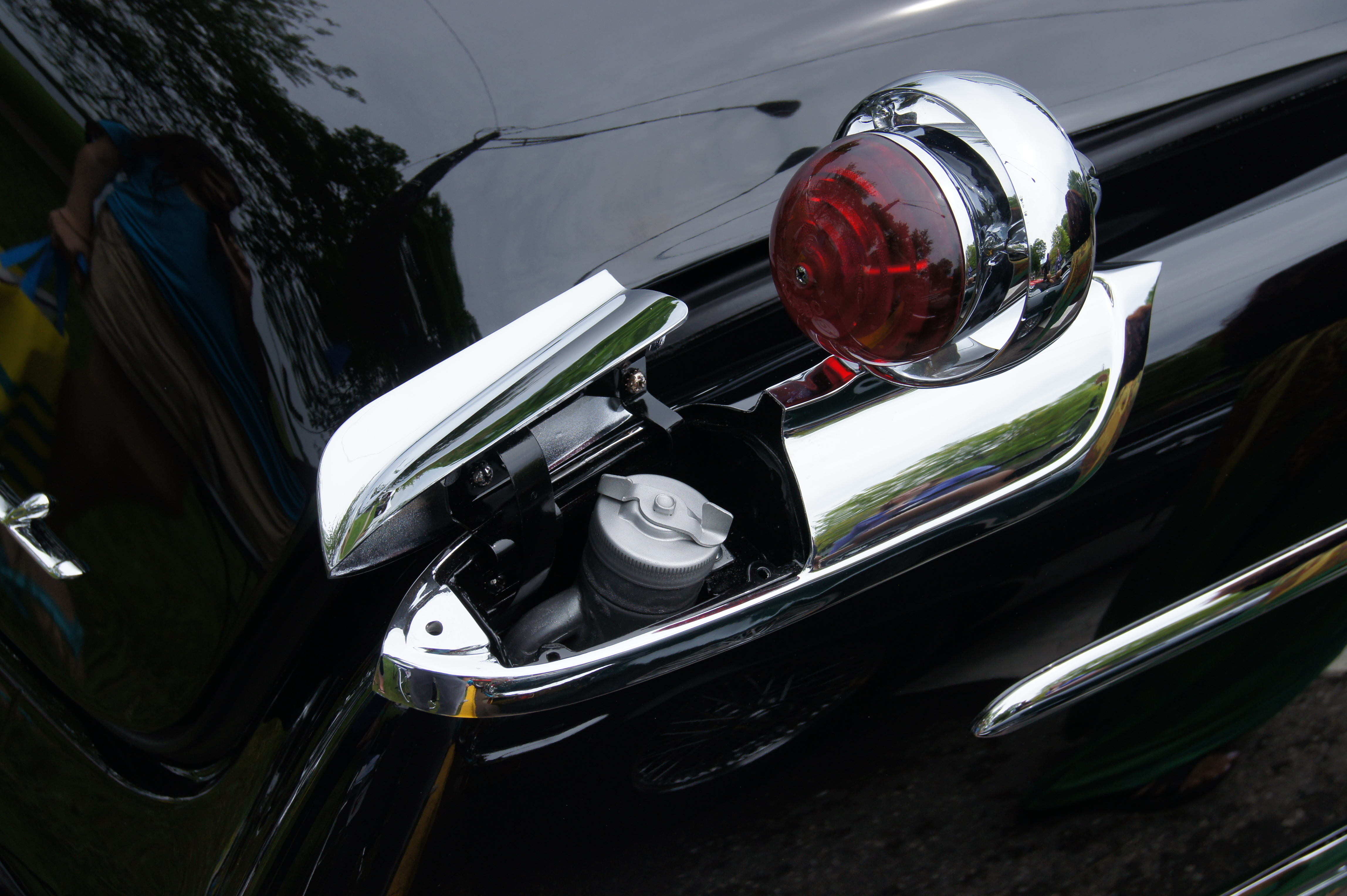
Gunsight-Rückleuchten und Tankeinfüllstützen

Die Karosserie des Imperial war ein Entwurf des Chrysler-Designers Virgil Exner. Sie folgte Exners Hundred Million Dollar Look, dessen Bezeichnung auf das Gesamtvolumen hinwies, das Chrysler für die Neuentwicklung und -gestaltung aller Konzernfahrzeuge zum Modelljahr 1955 investiert hatte.
Der Imperial der Jahrgänge 1955 und 1956 teilte seine Karosserie mit den Spitzenmodellen der Marke Chrysler mit einem 100 mm kürzeren Radstand. Im Bereich der Vorderwagen einschließlich der Kotflügel und hinter der B-Säule waren der Chrysler New Yorker und der Imperial nahezu gleich; die hinteren Türen der viertürigen Limousine waren sogar austauschbar. Der im Vergleich zum Chrysler New Yorker verlängerte Radstand des Imperial schlug sich in erster Linie im Bereich der vorderen Türen nieder; die Imperial-Türen waren entsprechend länger.
Der Imperial unterschied sich vom Chrysler New Yorker äußerlich vor allem durch Dekorelemente. Besonderes Merkmal war eine Kühlermaske, die durch einen breiten Metallsteg in zwei Hälften geteilt wurde. Die Kühleröffnungen beiderseits des Mittelstegs waren rechteckig vergittert. Dieses Muster hatten die regulären Chrysler-Modelle nicht; lediglich der sportliche Chrysler C-300 übernahm die Kühlermaske und das Chromgitter. Die vorderen Blinker befanden sich in verchromten Aufsätzen auf der Stoßstange, die bei seitlicher Betrachtung an Dagmar Bumpers erinnerten. Die Frontgestaltung wurde von zeitgenössischen Betrachtern insgesamt als betont europäisch wahrgenommen. Die Gestaltung des Imperial-Hecks war eigenständig: Die Gunsight genannten Rückleuchten waren nicht in die Karosserie integriert. Sie befanden sich in verchromten Aufsätzen auf den hinteren Kotflügeln, die wie „nachträglich angebaute Artillerie“ aussah. In dem rechten dieser Aufsätzen war der Tankeinfüllstützen verborgen. Die Gunshight-Rückleuchten blieben dem Imperial auch 1956 erhalten. Während andere Modelle des Chrysler-Konzerns aufgesetzte Heckflügel erhielten, setzte Exner „im Interesse der klaren Linie“ ein unverändertes Heckdesign für das zweite Modelljahr des Imperial durch.
Einige Designdetails wie die Gestaltung der C-Säule und die torpedoartigen aufgesetzten Rückleuchten entlehnte Exner dem 1951 präsentierten Showcar Chrysler K-310.

### Karosserieversionen
Den Imperial gab es lediglich als geschlossenes Fahrzeug. Ein Cabriolet wurde nur in einem Exemplar als Prototyp hergestellt. Zur Wahl standen mehrere Karosserieversionen:
- eine viertürige Limousine, die 1955 als Four Door Sedan und 1956 als Southampton Hardtop Sedan bezeichnet wurde
- ein zweitüriges Coupé, das 1955 Newport Hardtop Coupé und 1956 Southampton Hardtop Sedan hieß.

## Crown Imperial (C-70)
Als verlängerte Repräsentationslimousine bot die Marke von Beginn an den werksintern als C-70 bezeichneten Crown Imperial an. Er hatte in den Modelljahren 1955 und 1956 einen auf 3.797 mm gestreckten Radstand und war insgesamt 6.192 mm lang. Technisch und stilistisch glich der Crown Imperial den kurzen Southampton Sedans der Marke. Allerdings hatte er zwischen den hinteren Türen und der C-Säule ein drittes, feststehendes Fenster, und die C-Säule war anders geformt. Während der Southampton Sedan eine in die Wagenflanken hineingezogene hintere Panoramascheibe hatte, war die C-Säule des Crown Imperial breit. Das Heckfenster war wesentlich kleiner als bei kurzen Modellen. Die gesamte Dachpartie des Crown Imperial wurde, abweichend von den regulären Hardtops, nicht aus Metall, sondern aus Kunststoff gefertigt. Der Crown Imperial wurde als Sechs- und Achtsitzer angeboten; die achtsitzige Limousine hatte im Fond zwei Klappsitze. Im Modelljahr gab es kaum Änderungen. Zwar übernahm der Crown Imperial den nun auf 5,8 Liter vergrößerten Achtzylindermotor; abgesehen davon änderte sich bei der Repräsentationslimousine nichts.
Der Crown Imperial der Modelljahre 1955 und 1956 war die letzte Repräsentationslimousine, die der Chrysler-Konzern selbst herstellte. Ab 1957 übernahm der italienische Karosseriehersteller Ghia die Fertigung verlängerter Limousinen auf Imperial-Fahrgestellen. Ab 1957 stand Crown Imperial für die mittlere Ausstattungslinie der regulären Imperial-Modelle.

## Imperial Parade Phaeton

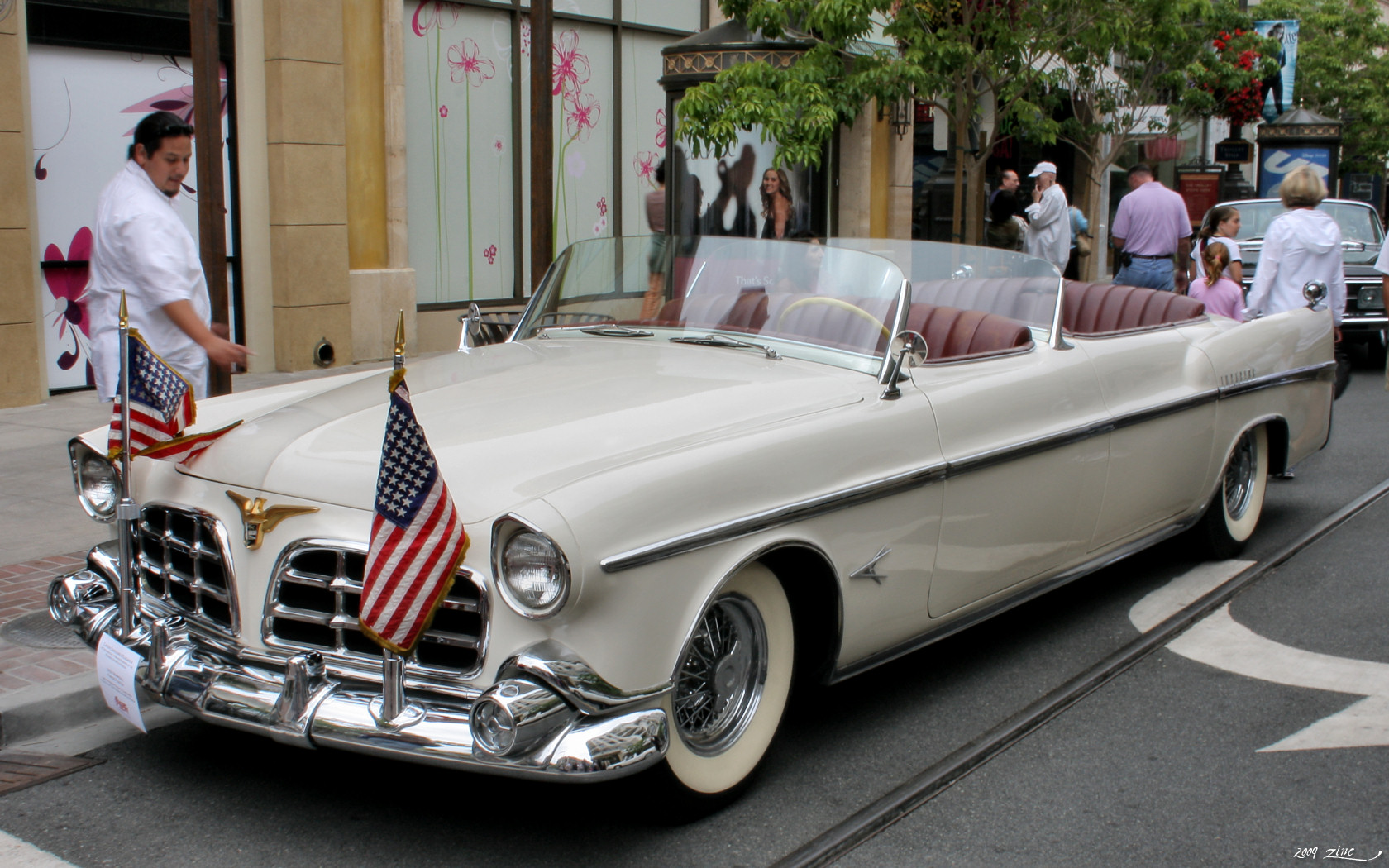
Imperial Parade Phaeton

1956 erschienen drei offene Repräsentationsfahrzeuge, die im Stil der zeitgenössischen Imperial-Modelle gestaltet waren. Sie waren für den Einsatz bei öffentlichen Paraden vorgesehen. Diese Fahrzeuge waren erstmals 1952 aufgebaut worden. Sie nutzten das Chassis der 1952er Chrysler Imperial Crown Limousine, hatten aber eine gänzlich eigenständige Karosserie. Sie waren als Dual Cowl Phaetons gestaltet, d. h., es waren offene Fahrzeuge mit zwei getrennten Sitzreihen, vor denen jeweils eine eigene Windschutzscheibe installiert war. Anfänglich war je ein Modell in New York, Los Angeles und Detroit stationiert. Ende 1955 kamen die Fahrzeuge zurück zu Chrysler. Dort wurden sie überholt, und sie erhielten neue Karosserien, die den aktuellen Imperial-Modellen entsprachen. Eines der Autos wurde weiterhin bei Paraden eingesetzt; 1969 etwa fuhr die Besatzung der Apollo 11 mit ihm durch New York City. Ein weiteres Exemplar übernahm das in Las Vegas gelegene Hotel Imperial Palace, und das dritte Fahrzeug diente wiederholt als Kulisse in Spielfilmen.

## Produktion
| Modelljahr | Imperial     | Imperial     | Imperial                 | Imperial |
|            | 2 Door Coupé | 4 Door Sedan | Crown Imperial Limousine | Summe    |
| ---------- | ------------ | ------------ | ------------------------ | -------- |
| 1955       | 3.418        | 7.840        | 172                      | 11.430   |
| 1956       | 3.637        | 6.821        | 226                      | 10.684   |
| Summe      | 7.055        | 14.661       | 398                      | 22.114   |